# Sigmond Olivér
Sigmond Olivér (Budapest, 1917. február 1. – Balatonfüred, 1995. augusztus 25.) hivatásos katonatiszt, főhadnagy, autodidakta szobrászművész.

## Élete

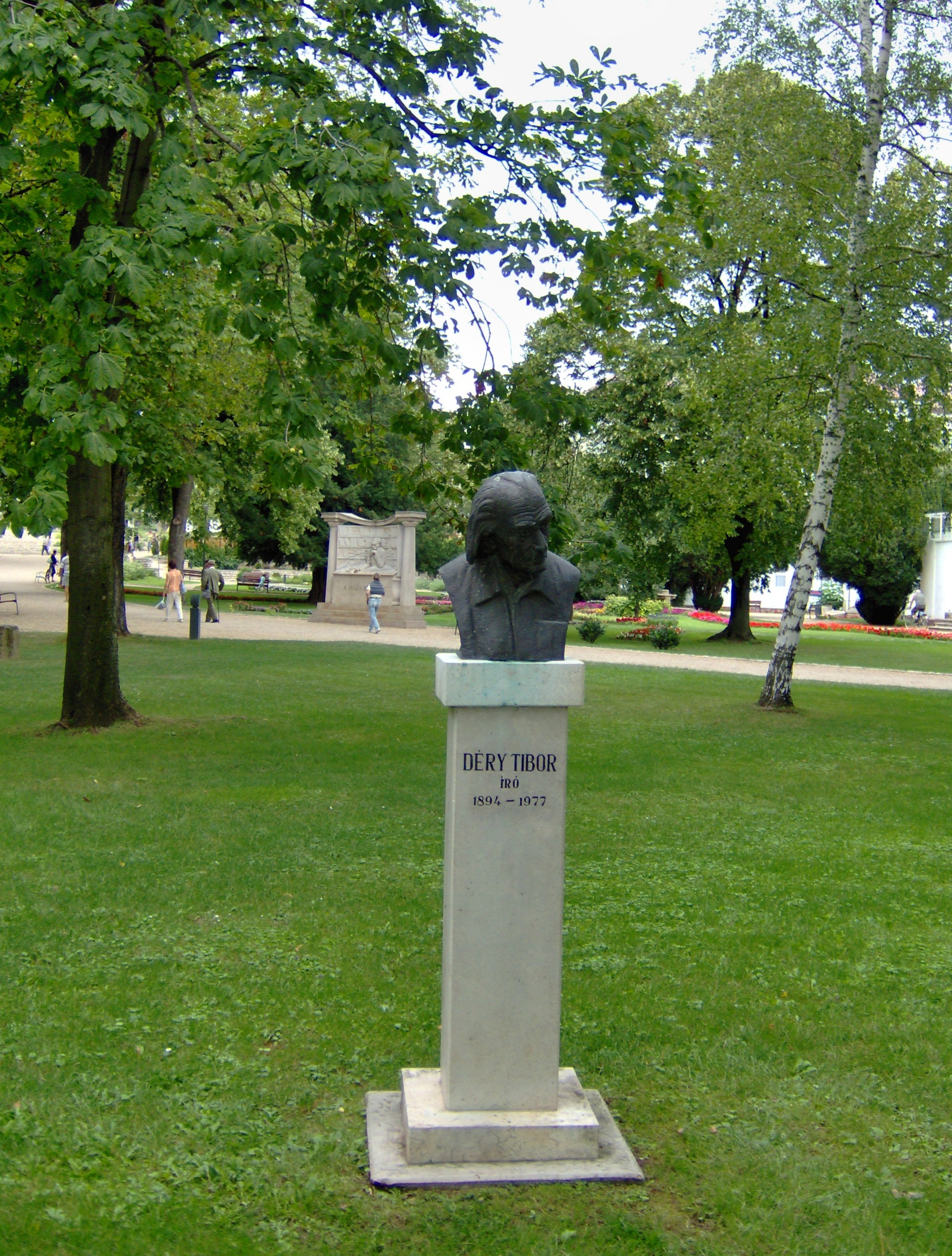
Déry Tibor, Balatonfüred

Gyermekkorától rajzolt, festegetett, de nagybátyja, Siménfalvi Tihamér tábornok, a Székely Hadosztály egykori vezérkari főnöke illetve szűkebb családja nyomására katonai pályára kellett lépnie. Először a Soproni Hadapródiskola, majd a Ludovika Akadémia hallgatója volt.
Az akadémián szobrászkodása miatt keveredett konfliktusba a tanári karral, akik katonatiszthez méltatlannak tekintették a művészetek gyakorlását. Sigmond azonban vitába szállt velük, s emiatt a tisztikar megsértése vádjával fegyelmi eljárás indult ellene. Végül nem távolították el, de az akadémiát – évfolyamában egyedül – hadnagy helyett csupán zászlós rendfokozattal fejezte be 1940. július 20-án.
Részt vett az erdélyi majd a bácskai bevonulásban. Végül 1942 őszén az orosz frontra helyezték.
A Don-kanyarban teljesített szolgálatot már hadnagyként századparancsnoki beosztásban. Azonban néhány hónapnyi frontszolgálat után súlyosan megbetegedett és kórházba került, ezért a szovjet támadás már nem a doni fronton érte.
Mint a Don-kanyart megjárt egykori hivatásos katonatiszt életéről, frontélményeiről részletesen beszámolt Sára Sándor Krónika – A 2. magyar hadsereg a Donnál című dokumentumfilm sorozatának 13., Harcelőőrs című részében.
A háború után Szekszárdra költözött, és szobrok restaurálásából élt.
1972-ben költözött Balatonfüredre.
Elsősorban a portrészobrászathoz érzett tehetséget, s valóban portréival is szerzett nevet magának.
Írók, költők, tudósok, különféle közéleti személyiségek arcmását készítette el kiváló karakterábrázolással.
Megformálta többek között Radnóti Miklós, Illyés Gyula, Déry Tibor, Keresztury Dezső, Ferencsik János, Zákonyi Ferenc arcmását.
1989 óta a balatonfüredi Tagore sétányon áll Déry Tiborról készített, az általános iskolában a névadó Bem tábornokról készült szobra.
Alkotásai megtalálhatók továbbá a vörösberényi volt jezsuita kolostor épületében és a zalaegerszegi könyvtárban is.
1995-ben hunyt el. Sírja a balatonfüredi köztemetőben található.
Halálát követő évben, 1996-ban özvegye a Ferencsik Jánosról készült mellszobrát a Balatonfüredi Zeneiskolának ajándékozta.

## Ismertebb művei

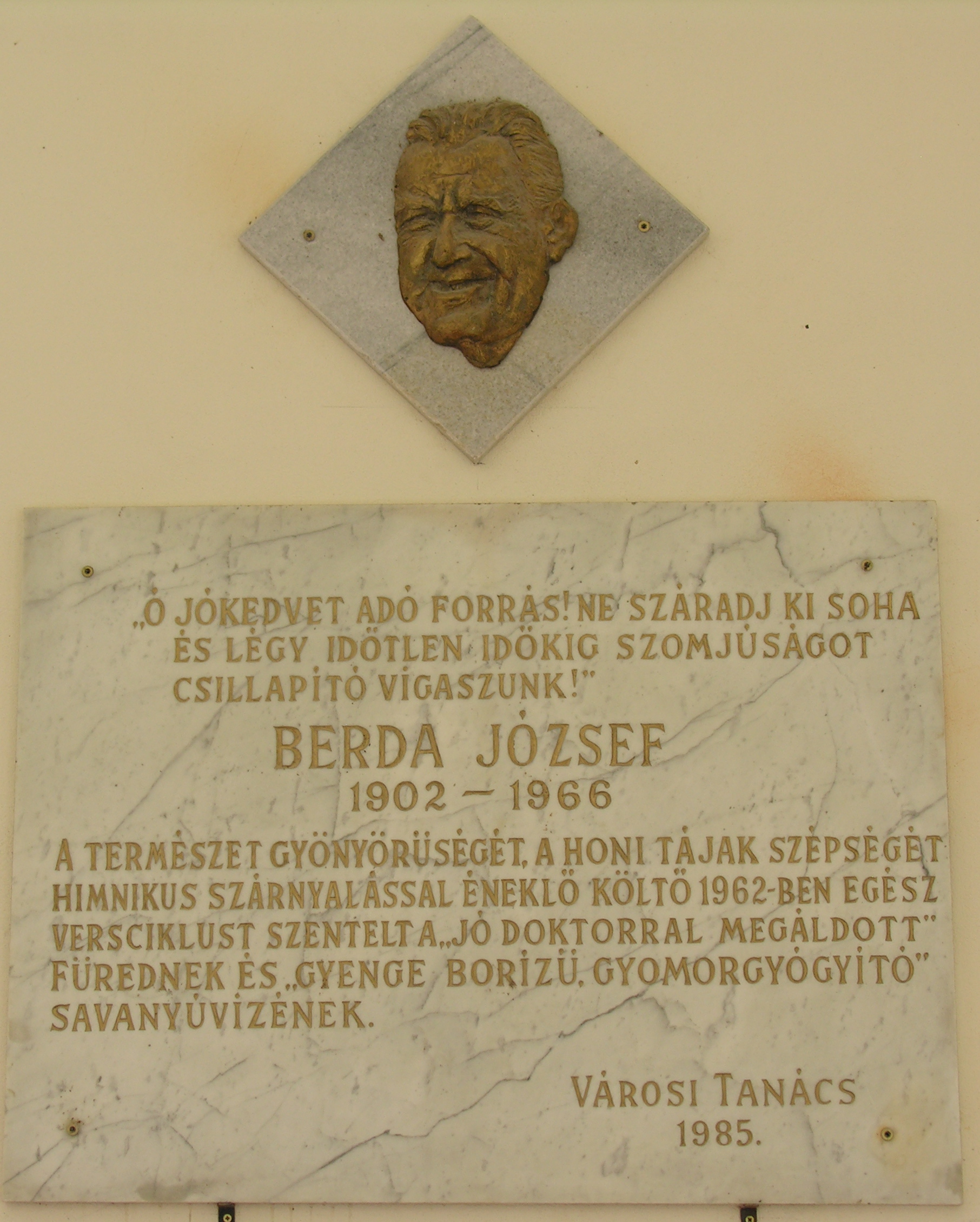
Berda József emléktáblája, Balatonfüred

- 1979 – Déry Tibor szobra (89 óta: Balatonfüred, Tagore sétány. Előtte a Déry villa kertjében.)
- 1986 – Berda József-emléktábla (Balatoni Panteon, Balatonfüred, Gyógy tér 1.)
- 1992 – Bem József (Bem József Általános Iskola, Balatonfüred, Iskola utca 2.)
- 1993 – Veress Ferenc (Veress Ferenc Szakképző Iskola, Hajdúböszörmény, Török Bálint utca 16.)

## Dokumentumfilm
- Krónika – A 2. magyar hadsereg a Donnál 12. rész. Harcelőőrs – Sigmond Olivér, Mafilm Objektív Filmstúdió, Magyar Televízió, Budapest, 1982, rendezteː Sára Sándor